# Porfiroblasto

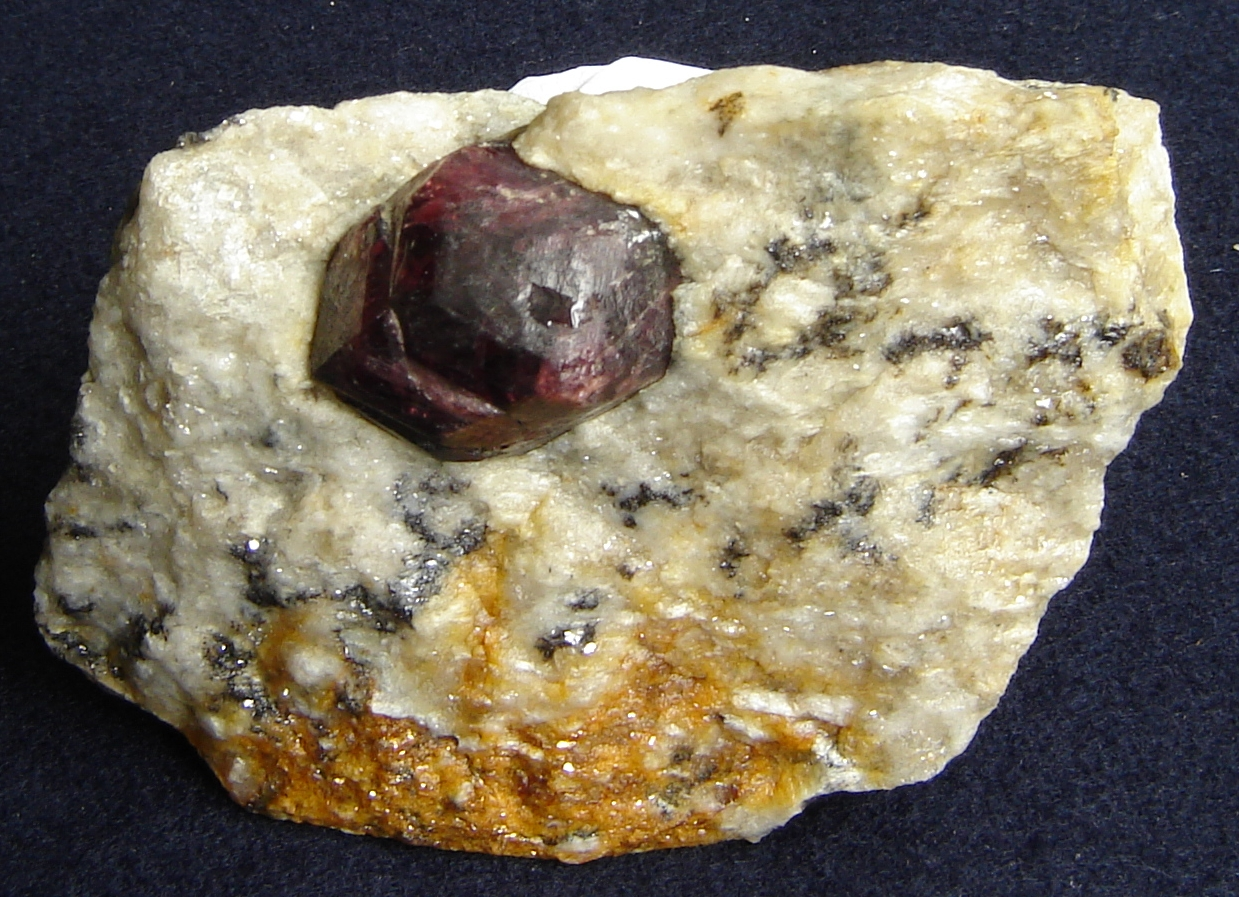
Uma almandina-granada crescendo como um porfiroblasto num gnaisse quartzítico. A granada mede 3 cm. Localização: Paraíba, Brasil.

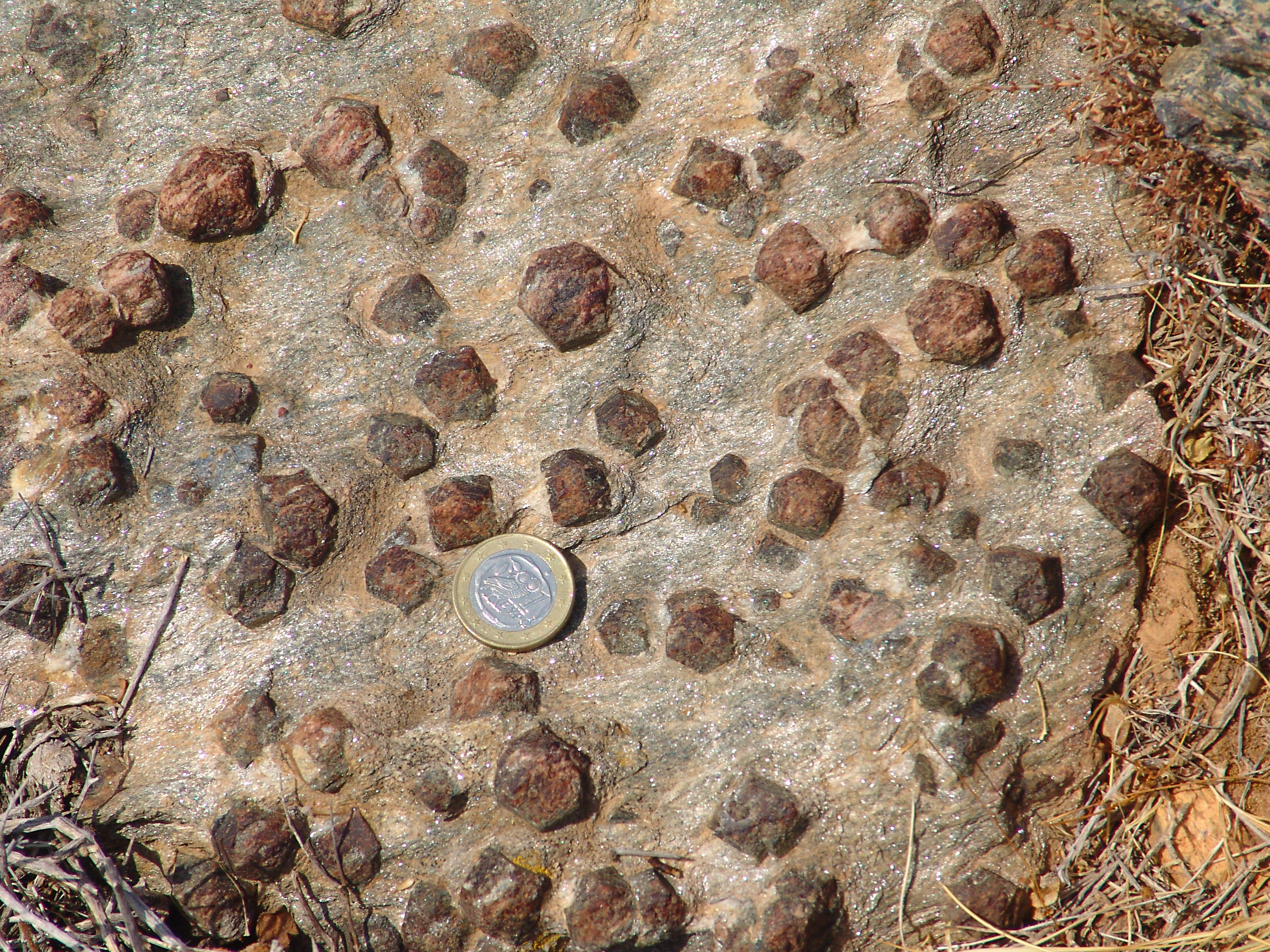
Porfiroblastos de granada de cor escura num micaxisto em Syros, Grécia.

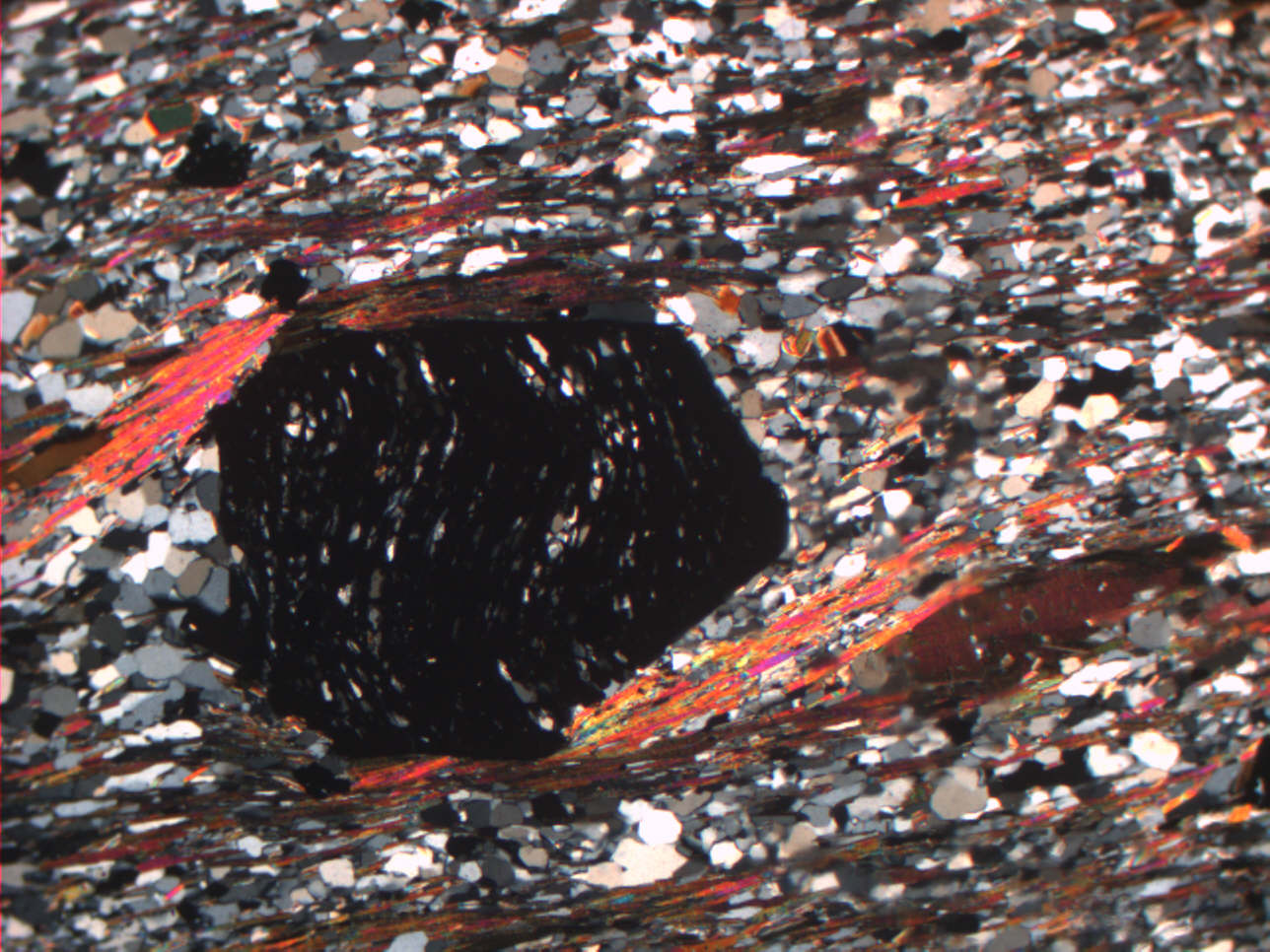
Secção fina de granada num micaxisto de Salangen, Noruega. Um porfiroblasto de granada (preto) contém rastos curvos de pequenas inclusões (branco e cinzento).

Porfiroblasto é a designação dada em mineralogia e petrologia aos cristais de grandes dimensões de minerais que ocorrem incrustados na matriz de grão mais fino das rochas metamórficas. Os porfiroblastos são geralmente cristais euédricos, mas também podem ter uma forma parcial ou completamente irregular, e dão origem a uma textura metamórfica na qual uma ou mais espécies cristalinas apresentam um crescimento metamórfico (blastese) significativamente maior do que outras que constituem a matriz metamórfica, originando os porfiroblastos. Por analogia com a textura porfirítica das rochas ígneas, a textura das rochas em que ocorrem profiroblastos recebe o nome de textura porfiroblástica.

## Descrição
Os porfiroblastos mais comuns em metapelitoss (lodos e siltitos metamorfoseados) são granadas e estaurolitas, que se destacam em metapelitos bem foliados (como os xistos) contra a matriz de mica plaqueada. Uma rocha que apresenta numerosos porfiroblastos é descrita como tendotextura porfiroblástica.
Do ponto de vista mineralógico, os cristais que se destacam pelo seu tamanho, como é o caso dos porfiroblastos, são designados por fenocristais quando constituem um grande cristal numa rocha ígnea. Os porfiroblastos são muitas vezes confundidos com os porfiroclastos, que também podem ser grandes cristais pendentes, mas que são de formação anterior à matriz da rocha.
Quando um mineral porfiroblástico apresenta pequenas inclusões de minerais no seu interior, o mineral é descrito como poiquiloblástico. Esta observação pode ajudar a interpretar a história da deformação da rocha em que o mineral ocorre pois à medida que os porfiroblastos crescem, a foliação pode ser preservada como inclusões orientadas retidas pelo porfiroblasto à medida que este cresce, o que é útil para seguir a mudança dos planos de deformação.
Nas rochas metamórficas que sofrem deformação durante o metamorfismo, os porfiroblastos podem crescer antes, durante ou depois da fase de deformação registada pelos minerais da matriz. A relação entre o crescimento do porfiroblasto e a deformação é tipicamente avaliada comparando a orientação da forma dos rastos de inclusões minerais no porfiroblasto com o tecido da matriz.
Alguns porfiroblastos de granada contêm rastos curvos de quartzo e outras inclusões minerais que registam a rotação dos cristais em relação ao seu meio envolvente. No entanto, a questão de saber em que medida os porfiroblastos rodam realmente num referencial externo fixado à superfície da Terra durante o metamorfismo e a deformação tem sido objeto de debate desde há muito tempo. A questão centrou-se nas chamadas granadas em espiral, também conhecidas como granadas bola de neve, cujos traços de inclusão definem padrões em espiral. Estas microestruturas são classicamente interpretadas como tendo sido formadas por rotação induzida por cisalhamento de um cristal de granada em crescimento.
Contudo, investigação posterior conduziu a um modelo de formação alternativo, no qual o porfiroblasto cresce sobre uma microdobra em desenvolvimento, mantendo uma posição estável no quadro de referência externo. A repetição deste processo pode produzir padrões complexos em forma de espiral. Apesar de muitos investigadores continuarem a adotar o modelo rotacional clássico, a maioria dos investigadores que publicaram estudos que testam ambos os modelos através da medição das orientações dos porfiroblastos apoiaram a interpretação moderna.

## Porfiroblastos e porfiroclastos
Embora sejam termos com origem etimológica semelhante e apresentem morfologias por vezes difícil de destrinçar, os profiroblastos não devem ser confundidos com os porfiroclastos. A presença de poiquiloblastos é comum. A definição destes termos é a seguinte:
- Porfiroblasto — espécie cristalina que teve um crescimento metamórfico (por blastese) significativamente maior do que outras que constituem a matriz metamórfica, sendo assim formado durante a formação da rocha em que está incrustado.[7]
- Porfiroclasto — mineral ou minerais que sobressaem em tamanho da matriz cataclástica por resistir mais ao processo de quebramentos e moagens (cataclase), tendo por isso origem cataclástica e sendo de formação anterior à rocha em estão incrustados.[8]
- Poiquiloblasto — cristais, geralmente porfiroblastos, que englobam grãos minerais como inclusões dispersas ou orientadas, muitas vezes indicando traços de estruturas reliquiares (superfícies metamórficas como xistosidades) que foram incorporadas pelos porfiroblastos.[9]